# Trofeo Serra de Tramuntana 2020
La 29e édition du Trofeo Serra de Tramuntana a lieu le 31 janvier 2020, sur un parcours de 160,5 kilomètres tracé dans les Îles Baléares en Espagne, entre Sóller et Deià. La course est la deuxième manche du Challenge de Majorque 2020 et fait partie du calendrier UCI Europe Tour 2020 en catégorie 1.1 et de la Coupe d'Espagne.

## Présentation

### Équipes
23 équipes participent à ce Challenge de Majorque - 5 WorldTeams, 9 ProTeams, 7 équipes continentales et 2 équipes nationales :
| WorldTeams (5)- Bora-Hansgrohe - Lotto Soudal - Movistar Team - Israel Start-Up Nation - Trek-Segafredo ProTeams (9)- Bardiani CSF Faizanè - Burgos-BH - Caja Rural-Seguros RGA - Euskaltel-Euskadi - Arkéa-Samsic - Gazprom-RusVelo - Sport Vlaanderen-Baloise - Circus-Wanty Gobert - Vini Zabù-KTM Équipes continentales (8)- Kometa-Xstra - Canyon DHB p/b Bloor Homes - Team SKS Sauerland NRW - Gios Kiwi Atlántico - Equipo Kern Pharma - Team Work Service Romagnano - Swiss Racing Academy - Memil Équipe nationale- Suisse |
| |

## Classement final
| \| Classement général \| Classement général \| Classement général \| Classement général \| Classement général \| \| Coureur \| Coureur \| Pays \| Équipe \| Temps \| \| ------------------ \| ------------------ \| ------------------ \| ------------------------ \| ------------------ \| \| 1er \| Emanuel Buchmann \| Allemagne \| Bora-Hansgrohe \| 3 h 55 min 53 s \| \| 2e \| Alejandro Valverde \| Espagne \| Movistar Team \| + 38 s \| \| 3e \| Gregor Mühlberger \| Autriche \| Bora-Hansgrohe \| + 38 s \| \| 4e \| Diego Rosa \| Italie \| Arkéa-Samsic \| + 38 s \| \| 5e \| Sander Armée \| Belgique \| Lotto-Soudal \| + 38 s \| \| 6e \| Loïc Vliegen \| Belgique \| Circus-Wanty Gobert \| + 38 s \| \| 7e \| Thomas Sprengers \| Belgique \| Sport Vlaanderen-Baloise \| + 38 s \| \| 8e \| Rubén Fernández \| Espagne \| Fundación-Orbea \| + 38 s \| \| 9e \| Márton Dina \| Hongrie \| Kometa-Xstra \| + 38 s \| \| 10e \| Harm Vanhoucke \| Belgique \| Lotto-Soudal \| + 38 s \| |                    |           |                          |                 |
| |                    |           |                          |                 |
| Source : ProCyclingStats |                    |           |                          |                 |
| Classement général |                    |           |                          |                 |
| Coureur | Coureur            | Pays      | Équipe                   | Temps           |
| 1er | Emanuel Buchmann   | Allemagne | Bora-Hansgrohe           | 3 h 55 min 53 s |
| 2e | Alejandro Valverde | Espagne   | Movistar Team            | + 38 s          |
| 3e | Gregor Mühlberger  | Autriche  | Bora-Hansgrohe           | + 38 s          |
| 4e | Diego Rosa         | Italie    | Arkéa-Samsic             | + 38 s          |
| 5e | Sander Armée       | Belgique  | Lotto-Soudal             | + 38 s          |
| 6e | Loïc Vliegen       | Belgique  | Circus-Wanty Gobert      | + 38 s          |
| 7e | Thomas Sprengers   | Belgique  | Sport Vlaanderen-Baloise | + 38 s          |
| 8e | Rubén Fernández    | Espagne   | Fundación-Orbea          | + 38 s          |
| 9e | Márton Dina        | Hongrie   | Kometa-Xstra             | + 38 s          |
| 10e | Harm Vanhoucke     | Belgique  | Lotto-Soudal             | + 38 s          |

## Classements UCI
La course attribue des points aux coureurs pour le Classement mondial UCI 2019 selon le barème suivant :
| Position           | 1er | 2e | 3e | 4e | 5e | 6e | 7e | 8e | 9e | 10e | 11e | 12e | 13e à 15e | 16e à 25e |
| Classement général | 125 | 85 | 70 | 60 | 50 | 40 | 35 | 30 | 25 | 20  | 15  | 10  | 5         | 3         |